# Cosmosoma sicula
Cosmosoma sicula är en fjärilsart som beskrevs av Dyar 1899. Cosmosoma sicula ingår i släktet Cosmosoma och familjen björnspinnare. Inga underarter finns listade i Catalogue of Life.